# August Dierks
August Dierks (* 19. Mai 1899 in Borkum; † 16. März 1983 in Bremerhaven) war Syndikus und Hauptgeschäftsführer der Industrie- und Handelskammer Bremerhaven.

## Biografie
Dierks war der Sohn eines Tischlermeisters. Er besuchte das Realgymnasium der Wilhelm-Raabe-Schule in Geestemünde. Er studierte Volkswirtschaft und wurde zum Dr. rer. pol. promoviert.
Er begann seine Tätigkeit als Assistent bei der Industrie- und Handelskammer in Geestemünde. 1924 wurde er Stellvertretender Syndikus und ab 1932 neben Jung zum gleichberechtigten Syndikus der Kammer. In den 1920er Jahren unterstützte er Oberbürgermeister Walter Delius beim Aufbau der Hochseefischerei. Er war seit um 1926 bis in die 1960er Jahre ehrenamtlicher Geschäftsführer des Verbandes der Deutschen Hochseefischerei. 1943 wurde er dann Hauptgeschäftsführer der Gauwirtschaftskammer Ost-Hannover in Hannover. Nach seiner Entlassung aus einem Internierungslager arbeitete er ab 1949 als Hauptgeschäftsführer der Industrie- und Handelskammer Bremerhaven.
Von 1947 bis 1977 war er Vorsitzender der Gesellschaft Bremerhaven 1947. Er unterstützte die Gründung des Deutschen Schifffahrtsmuseums und war Vorsitzender des Kuratoriums und Mitglied des Verwaltungsrates des Museums.

## Ehrungen
- 1979: Senatsmedaille für Kunst und Wissenschaft der Freien Hansestadt Bremen
- 1979: Verdienstmedaille der Stadt Bremerhaven

## Werke
- Aus Geschichte und Gegenwart der Hochseefischerei. In: Paul Schroedter, Gustav Schroedter (Hrsg.): 100 Jahre Schiffahrt. Schiffbau, Häfen. Schiffahrts-Verlag „Hansa“ C. Schroedter & Co., Hamburg 1964.
- mit Hans Georg Prager, In Stürmen zu Hause. Bergungsmotorschiff Seefalke und seine Gefährten. Koehlers Verlagsgesellschaft, 1983, ISBN 3-7822-0215-5.
- August Dierks (Hg. unter Mitwirkung der Industrie- und Handelskammer Bremerhaven und des Magistrats der Stadt Bremerhaven): Bremerhaven – Seestadt mit Superlativen. 20 Pinselzeichnungen, Bremerhaven 1968.
- Bremerhaven, tätige Stadt im Nordseewind. Werden, Schicksal und Wesen einer Hafenstadt. Text: August Dierks, Eugenie v. Garvens; Hrsg.: Industrie- und Handelskammer Bremerhaven unter Mitwirkung des Magistrats der Stadt Bremerhaven. Industrie- u. Handelskammer, Bremerhaven 1959.